# Dimeragrion unturanense
Dimeragrion unturanense – gatunek ważki z rodziny Heteragrionidae. Występuje w północnej części Ameryki Południowej; stwierdzony jedynie na dwóch stanowiskach położonych w Parku Narodowym Parima Tapirapecó w stanie Amazonas na skrajnym południu Wenezueli.